# Wydział Prawa, Administracji i Ekonomii Uniwersytetu Wrocławskiego
Wydział Prawa, Administracji i Ekonomii Uniwersytetu Wrocławskiego (WPAE UWr) – jeden z 12 wydziałów Uniwersytetu Wrocławskiego powstały jako jedna z najstarszych jednostek organizacyjnych wrocławskiej uczelni w 1811 roku. Kształci studentów na trzech podstawowych kierunkach zaliczanych do nauk prawnych i ekonomicznych, na studiach stacjonarnych oraz niestacjonarnych.
Wydział jest jednostką interdyscyplinarną. W jego ramach znajdują się 3 instytuty, 11 katedr, 3 pracownie, centrum badań i biblioteka wydziałowa. W 2009 na Wydziale zatrudnionych było 220 pracowników naukowo-dydaktycznych (z czego 31 osób posiadających tytuł naukowy na stanowisku profesora zwyczajnego, 35 osób posiadających stopień doktora habilitowanego na stanowisku profesora nadzwyczajnego, 148 adiunktów ze stopniem doktora oraz 6 asystentów z tytułem magistra).
Wydział współpracuje również z emerytowanymi profesorami, którzy angażują się w proces dydaktyczny, i przede wszystkim we współpracę międzynarodową.
Według stanu na 2011 rok na Wydziale studiowało łącznie 9022 studentów (w tym 4400 na studiach dziennych, 4622 na studiach zaocznych i 936 na studiach wieczorowych), a także 200 doktorantów, odbywających studia doktoranckie w ramach Wydziałowego Studium Doktoranckiego. Wydział Prawa, Administracji i Ekonomii jest największym wydziałem Uniwersytetu Wrocławskiego.

## Historia
Pierwsze próby uruchomienia we Wrocławiu studiów prawniczych miały miejsce w XVI wieku, kiedy król Czech i Węgier Władysław Jagiellończyk wydał 20 lipca 1505 roku w Budzie dokument fundacyjny dla uczelni we Wrocławiu. W dokumencie tym zaproponowano powstanie uczelni wyższej złożonej z czterech wydziałów: teologicznego, filozoficznego, medycznego i prawniczego. Pomysł utworzenia uniwersytetu na Dolnym Śląsku upadł jednak na skutek braku potwierdzenia przez papieża Juliusza II.

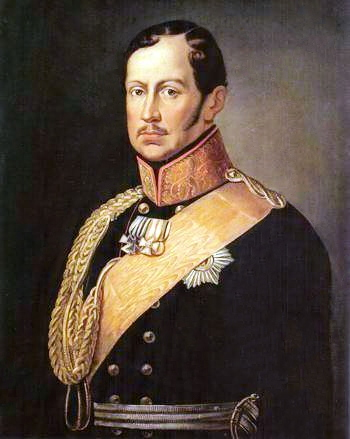
Król Pruski Fryderyk Wilhelm III twórca Wydziału Prawa Uniwersytetu Wrocławskiego

Pierwszą wrocławską szkołę wyższą utworzono dopiero na mocy Złotej Bulli cesarza Leopolda I Habsburga z 21 września 1702 roku, a była nią Akademia Leopoldyńska. Uczelnia posiadała dwa wydziały: teologiczny i filozoficzny. Mimo starań nie utworzono wydziałów: prawniczego i medycznego. Miała ona prawo do nadawania tytułów: bakałarza, licencjata, magistra i doktora prawa kanonicznego.
Na mocy decyzji króla Prus Fryderyka Wilhelma III Hohenzollerna z 25 kwietnia 1811 roku utworzono we Wrocławiu państwowy Uniwersytet Wrocławski, który powstał w wyniku połączenia dotychczasowej Akademii Leopoldyńskiej z protestanckim Uniwersytetem we Frankfurcie nad Odrą (Viadrina). Wśród nowo powstałych jednostek tej uczelni znalazł się Wydział Prawniczy.
Aktywność Wydziału nie ograniczała się wyłącznie działalności naukowo-dydaktycznej, ale obejmowała także sądownictwo. Wydział Prawniczy stanowił kolegium orzekające, wydające opinie prawne w sprawach, które zostały doń skierowane. Kres jurysdykcyjnej działalności wrocławskiego fakultetu prawniczego położyła ustawa o ustroju sądów z 1877 roku. W 1913 roku Wydział Prawniczy został przemianowany na Wydział Nauk o Prawie i Państwie.
Reaktywowanie Uniwersytetu Wrocławskiego po zakończeniu II wojny światowej jako polskiej uczelni państwowej nastąpiło 15 sierpnia 1945 roku, a 24 sierpnia tego samego roku powołano do życia jego sześć wydziałów, w tym Wydział Prawno-Administracyjny (WPA). Pierwsze zajęcia na wydziale rozpoczęły się w grudniu 1945 roku. Kadra naukowa rekrutowała się głównie z pracowników Uniwersytetu im. Jana Kazimierza we Lwowie oraz Uniwersytetu Stefana Batorego w Wilnie. Proces kształtowania się struktur tego wydziału został zakończony formalnie w 1946 roku organizacją na nim 17 katedr.
W 1950 roku wydział otrzymał nową nazwę – Wydział Prawa (WP). W 1956 roku powstał Punkt Konsultacyjny Studium Zaocznego Prawa w Opolu, a od 1959 roku działało trzyletnie Zawodowe Studium Administracyjne, które dało początek drugiemu kierunkowi studiów administracji. Rozwój studiów administracyjnych doprowadził do zmiany nazwy wydziału w 1969 roku na Wydział Prawa i Administracji. Kolejna zmiana nazwy wydziału związana była z utworzeniem w roku akademickim 1999/2000 trzeciego kierunku studiów ekonomii. Od 2001 roku wydział nosi nazwę Wydział Prawa, Administracji i Ekonomii (WPAE).

## Władze Wydziału
Od roku akademickiego 2022/2023:
| Stanowisko                                                  | Imię i nazwisko                 |
| ----------------------------------------------------------- | ------------------------------- |
| Dziekan                                                     | dr hab. Jacek Przygodzki        |
| Prodziekan ds. finansów, jakości i form kształcenia         | prof. dr hab. Patrycja Zawadzka |
| Prodziekan ds. badań naukowych i współpracy międzynarodowej | dr hab. Bartłomiej Krzan        |
| Prodziekan ds. studenckich i ogólnych                       | dr hab. Wioletta Jedlecka       |
| Prodziekan ds. kształcenia                                  | dr hab. Barbara Kowalczyk       |

## Poczet dziekanów
Według:

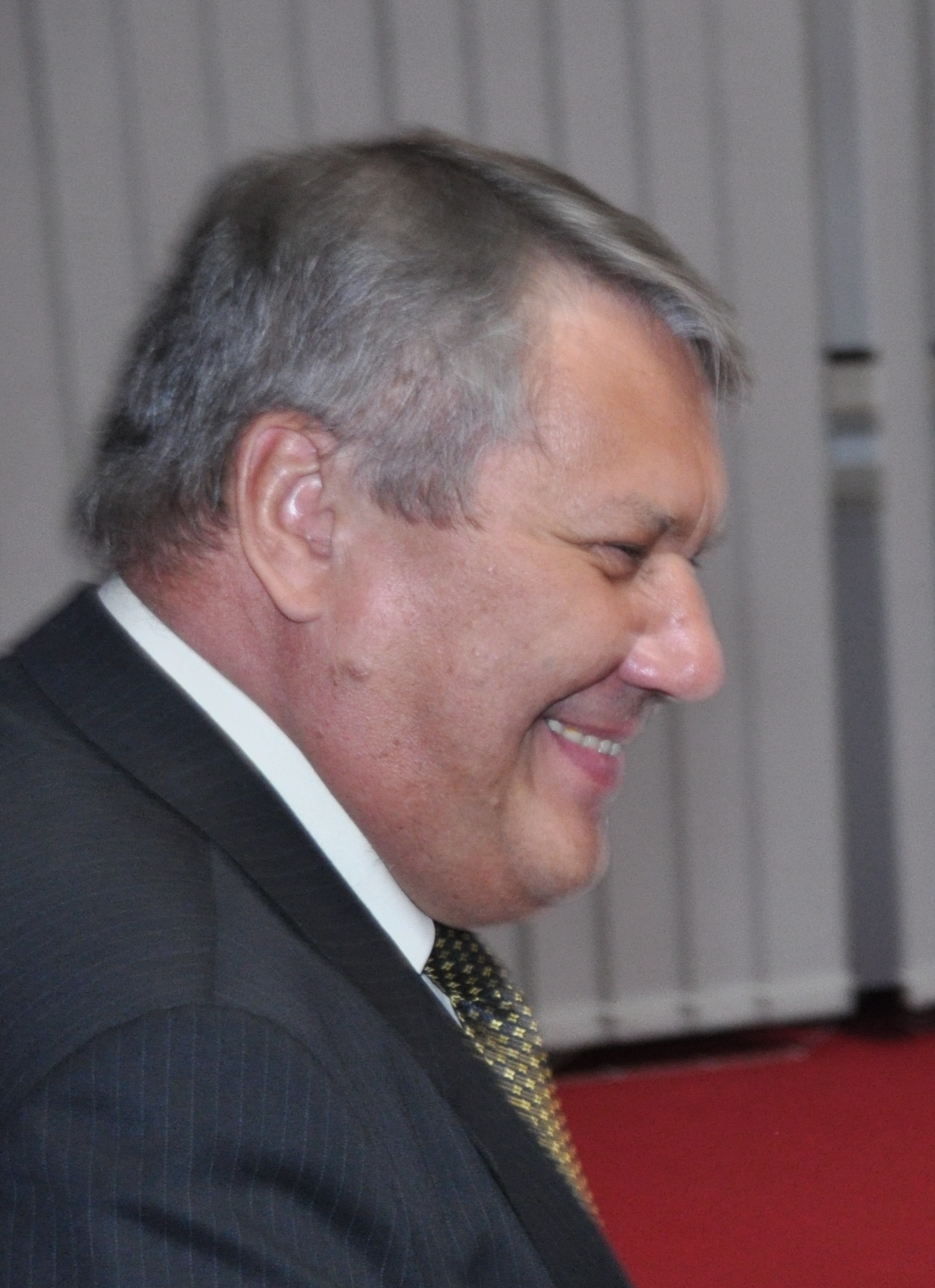
Prof. Marek Bojarski, były dziekan WPAE, od 2008 rektor Uniwersytetu Wrocławskiego

1. prof. dr hab. Kamil Stefko (1945–1946)
2. prof. dr hab. Iwo Jaworski (1946/1947)
3. prof. dr hab. Tadeusz Bigo (1947/1948)
4. prof. dr hab. Iwo Jaworski (1948/1949)
5. prof. dr hab. Tadeusz Bigo (1949/1950)
6. prof. dr hab. Iwo Jaworski (1950/1951)
7. prof. dr hab. Tadeusz Bigo (1951–1954)
8. prof. dr hab. Witold Świda (1954–1956)
9. prof. dr hab. Seweryn Wysłouch (1956–1958)
10. prof. dr hab. Józef Fiema (1958–1959)
11. prof. dr hab. Stanisław Hubert (1959)
12. prof. dr hab. Andrzej Mycielski (1959–1960)
13. dr hab. Kazimierz Orzechowski (1960–1962)
14. dr hab. Władysław Zamkowski (1962–1964)
15. dr hab. Jan Kosik (1964–1972)
16. prof. dr hab. Karol Jonca (1972–1974)
17. dr Aleksander Patrzałek (1974–1981)
18. prof. dr hab. Adam Chełmoński (1981–1987)
19. prof. dr hab. Janusz Trzciński (1987–1993)
20. prof. dr hab. Barbara Adamiak (1993–1996)
21. prof. dr hab. Zdzisław Kegel (1996–2002)
22. prof. dr hab. Marek Bojarski (2002–2008)
23. dr hab. Włodzimierz Gromski (2008–2016)
24. prof. dr hab. Wiesława Miemiec (2016)
25. prof. dr hab. Karol Kiczka (2016–2022)
26. dr hab. Jacek Przygodzki (od 2022)

## Kierunki kształcenia

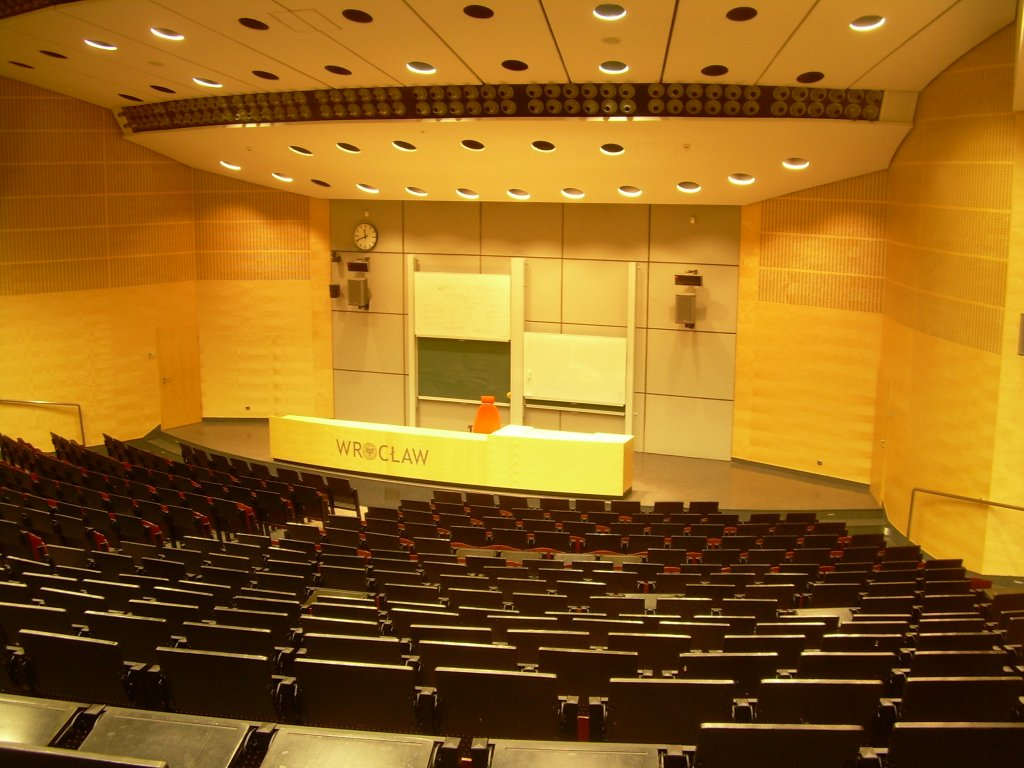
Aula im. Unii Europejskiej Wydziału Prawa, Administracji i Ekonomii Uniwersytetu Wrocławskiego

Wydział Prawa, Administracji i Ekonomii prowadzi następujące kierunki studiów I stopnia – licencjackich (3 letnie) i II stopnia (magisterskich uzupełniających) na kierunkach:
- prawo[13]
- administracja
- ekonomia
- polski system prawny (studia niestacjonarne II stopnia)
- konsulting prawny i gospodarczy (studia niestacjonarne II stopnia)[14]
- kryminologia (studia niestacjonarne I stopnia)[15]

Ponadto Wydział oferuje następujące studia podyplomowe:
- Studia Podyplomowe Finansowania Działalności Gospodarczej
- Studia Podyplomowe Podstaw Prawa dla Nauczycieli i Pedagogów
- Studia Podyplomowe Bezpieczeństwo Wewnętrzne w Działaniach Administracji Publicznej – Sytuacje Kryzysowe i Stany Nadzwyczajne
- Studia Podyplomowe Ochrony Własności Intelektualnej
- Międzywydziałowe Studia Podyplomowe Archeologii Sądowej
- Studia Podyplomowe Administracji Publicznej
- Studia Podyplomowe Egzekucji Administracyjnej
- Studia Podyplomowe Ekspertyzy Dokumentów
- Studia Podyplomowe Kryminalistyki
- Studia Podyplomowe Kryminalistycznej Rekonstrukcji Wypadków Drogowych
- Studia Podyplomowe Legislacji
- Studia Podyplomowe Nauk Prawno-Politycznych
- Studia Podyplomowe Ochrony Danych Osobowych
- Studia Podyplomowe Podatkowe
- Studia Podyplomowe Prawa Bankowego
- Studia Podyplomowe Prawa Funduszy Strukturalnych Unii Europejskiej
- Studia Podyplomowe Prawa Gospodarczego i Handlowego
- Studia Podyplomowe Prawa Gospodarki Nieruchomościami
- Studia Podyplomowe Prawa Inwestycyjnego
- Studia Podyplomowe Prawa i Gospodarki Unii Europejskiej, specjalizacja stosowanie prawa wspólnotowego
- Studia Podyplomowe Prawa Karnego Gospodarczego
- Studia Podyplomowe Prawa Karnego Gospodarczego, specjalizacja: Prawo Karne Skarbowe
- Studia Podyplomowe Prawa Konkurencji i Ochrony Konsumentów
- Studia Podyplomowe Prawa Karnego Wykonawczego
- Studia Podyplomowe Prawa Mediów Elektronicznych
- Studia Podyplomowe Prawa Ochrony Środowiska
- Studia Podyplomowe Prawa Pracy i Prawa Socjalnego
- Studia Podyplomowe Prawa Pracy i Prawa Socjalnego, specjalizacja: Organizacja Pomocy Społecznej
- Studia Podyplomowe Prawa Zamówień Publicznych
- Studia Podyplomowe Skargi Konstytucyjnej
- Studia Podyplomowe Samorządu Terytorialnego i Gospodarki Lokalnej
- Studia Podyplomowe Ubezpieczeń Gospodarczych
- Studia Podyplomowe Zarządzania Bezpieczeństwem
- Studia Podyplomowe Zarządzanie Jednostkami Gospodarczymi
- Studia Podyplomowe Zarządzania Organizacjami Pozarządowymi
- Studia Podyplomowe Zadania Publiczne Powierzane Organizacjom Pozarządowym i Przedsiębiorcom
- Studia Podyplomowe Zarządzania, Restrukturyzacji i Przekształceń Własnościowych w Służbie Zdrowia
- Studia Podyplomowe Zarządzania w Warunkach Umiędzynarodowienia Gospodarki

Wydział kształci także na studiach doktoranckich (trzeciego stopnia) w następujących dziedzinach:
- prawo

Wydział ma uprawnienia do nadawania następujących stopni naukowych:
- doktora nauk prawnych w zakresie: prawa
- doktora habilitowanego nauk prawnych w zakresie prawa

## Struktura organizacyjna

### Instytut Historii Państwa i Prawa
Dyrektor: dr hab. Jacek Przygodzki
- Zakład Historii Administracji
- Zakład Historii Państwa i Prawa Polskiego
- Zakład Powszechnej Historii Państwa i Prawa
- Zakład Prawa Rzymskiego
- Pracownia Dokumentacji Historyczno-Prawnej
- Pracownia Europejskiej Kultury Prawnej

### Instytut Nauk Administracyjnych
Dyrektor: dr hab. Jerzy Korczak

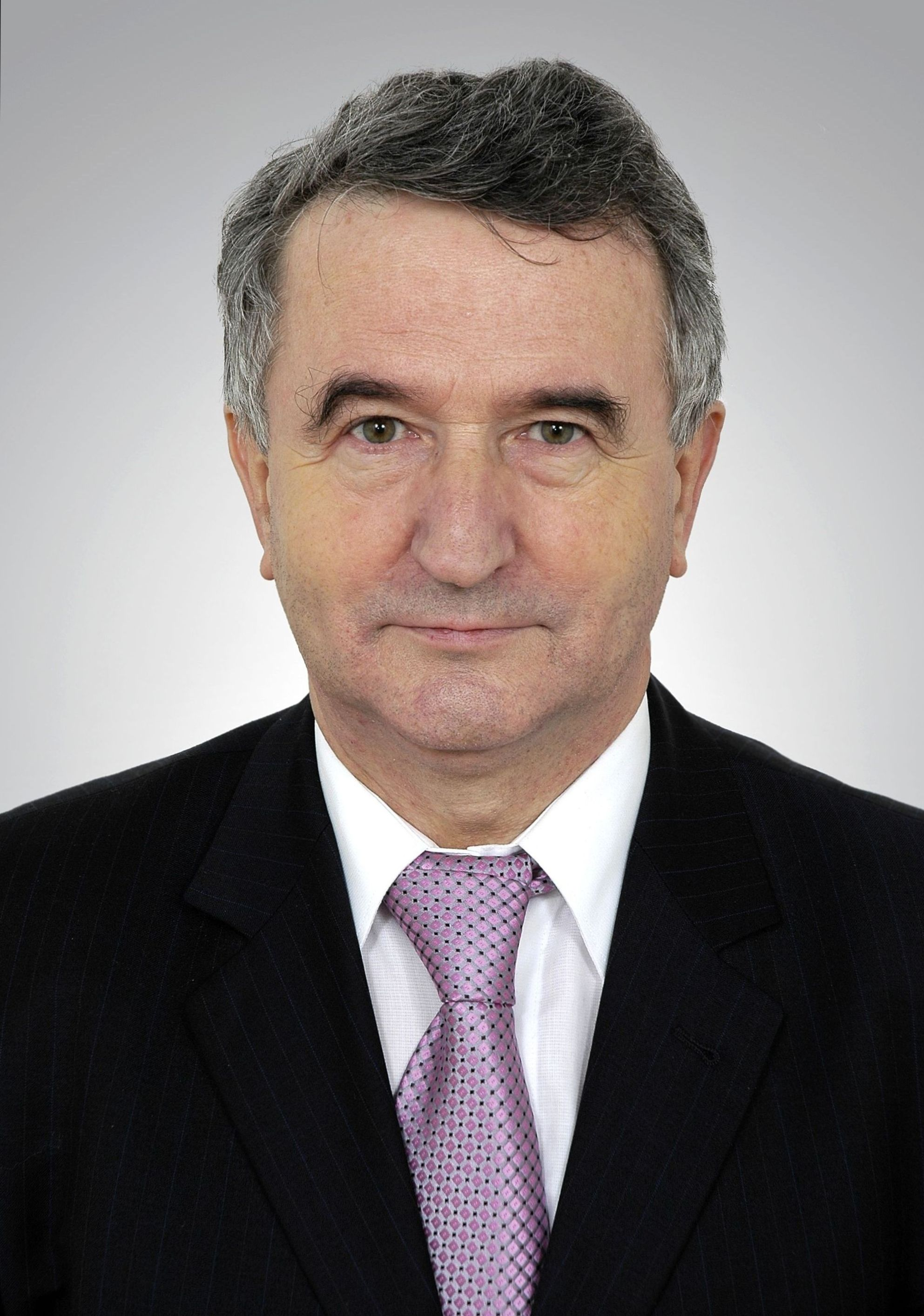
Prof. Leon Kieres, pierwszy preses Instytutu Pamięci Narodowej oraz wieloletni pracownik INA UWr

- Zakład Porównawczej Administracji Publicznej
- Zakład Postępowania Administracyjnego i Sądownictwa Administracyjnego
- Zakład Prawa Administracyjnego
- Zakład Prawa Konkurencji i Regulacji Sektorowej
- Zakład Publicznego Prawa Gospodarczego
- Zakład Ustroju Administracji Publicznej
- Pracownia Badań nad Elektroniczną Administracją
- Pracownia Badań nad Mediacjami i Innymi Alternatywnymi Metodami Rozwiązywania Sporów w Sferze Publicznej
- Pracownia Bezpieczeństwa Zdrowotnego oraz Ochrony Przeciwpożarowej
- Pracownia Prawa Geologicznego i Górniczego

### Instytut Nauk Ekonomicznych
Dyrektor: dr hab. Katarzyna Szalonka
- Zakład Międzynarodowych Stosunków Ekonomicznych
- Zakład Ogólnej Teorii Ekonomii
- Zakład Polityki Gospodarczej
- Zakład Statystyki i Badań Operacyjnych
- Zakład Zarządzania Finansami
- Zakład Ekonomii Innowacji i Rozwoju
- Ośrodek Badań i Dokumentacji Unii Europejskiej

### Instytut Prawa Cywilnego
Dyrektor: prof. dr hab. Elwira Marszałkowska-Krześ
- Zakład Postępowania Cywilnego
- Zakład Prawa Cywilnego i Prawa Międzynarodowego Prywatnego
- Zakład Prawa Gospodarczego i Handlowego
- Zakład Prawa Pracy
- Zespół Badawczy Prawa Własności Intelektualnej
- Pracownia Klinicznego Nauczania Prawa
- Pracownia Ubezpieczeń Społecznych

### Katedry

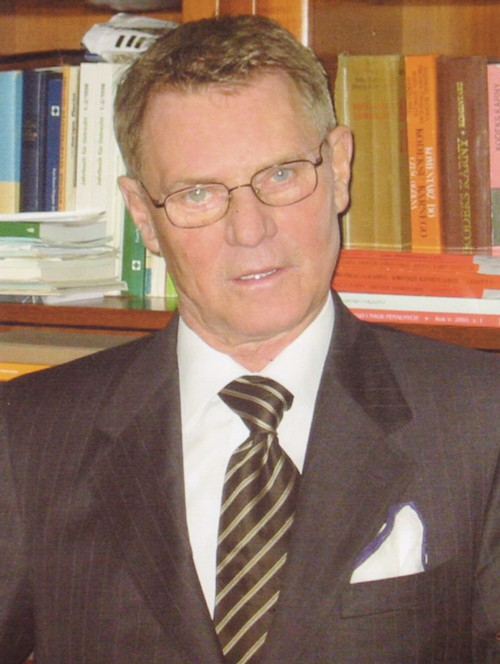
Prof. Tomasz Kaczmarek – kierownik Katedry Prawa Karnego Materialnego w latach 1996–2006

- Katedra Doktryn Politycznych i Prawnych
- Katedra Kryminalistyki
- Katedra Kryminologii i Nauk o Bezpieczeństwie
- Katedra Postępowania Karnego
- Katedra Prawa Finansowego
- Katedra Prawa Karnego Materialnego
- Katedra Prawa Karnego Wykonawczego
- Katedra Prawa Konstytucyjnego
- Katedra Prawa Międzynarodowego i Europejskiego
- Katedra Prawa o Wykroczeniach i Karnego Skarbowego
- Katedra Teorii i Filozofii Prawa

### Centra
- Centrum Badań nad Handlem Ludźmi
- Centrum Badań Problemów Prawnych i Ekonomicznych Komunikacji Elektronicznej
- Centrum Edukacji Prawniczej i Teorii Społecznej
- Centrum Mediacji i Arbitrażu
- Centrum Technologii Wirtualnej Rzeczywistości

### Pracownie
- Pracownia Ekspertyz Prawnych
- Pracownia Nauczania Prawa w Językach Obcych